# Аркесилай I
Аркесилай I (на старогръцки: Ἀρκεσίλαος, на латински: Arcesilaus I) от династията Батиади, е цар на Кирена през 599 – 583 пр.н.е.
Той наследява баща си Бат I на трона и управлява според Херодот шестнадесет години. Наследява го неговият син Бат II.
Аркесилай I има дъщеря Критола, която е майка на дъщеря Ериксо.